# Diocesi di Cajamarca
La diocesi di Cajamarca (in latino Dioecesis Caiamarcensis) è una sede della Chiesa cattolica in Perù suffraganea dell'arcidiocesi di Trujillo. Nel 2023 contava 1.602.000 battezzati su 1.786.000 abitanti. È retta dal vescovo Isaac Circuncisión Martínez Chuquizana, M.S.A.

## Territorio
La diocesi comprende otto province della regione peruviana di Cajamarca: Cajabamba, Cajamarca, Celendín, Contumazá, Hualgayoc, San Marcos, San Miguel e San Pablo.
Sede vescovile è la città di Cajamarca, dove si trova la cattedrale di Santa Caterina di Alessandria.
Il territorio è suddiviso in 42 parrocchie.

## Storia
La diocesi è stata eretta il 6 aprile 1908 con il decreto Apostolicam sedem della Congregazione Concistoriale, ricavandone il territorio dalle diocesi di Chachapoyas e di Trujillo (oggi arcidiocesi). Originariamente era suffraganea dell'arcidiocesi di Lima.
Nel 1912 ha ceduto la provincia di Pataz nella regione de La Libertad alla diocesi di Trujillo e ha acquisito la provincia di Hualgayoc.
Il 23 maggio 1943 è entrata a far parte della provincia ecclesiastica dell'arcidiocesi di Trujillo.
L'11 gennaio 1946 ha ceduto un'altra porzione del suo territorio a vantaggio dell'erezione della prefettura apostolica di San Francisco Javier (oggi vicariato apostolico di Jaén in Perù o San Francisco Javier).
Il 23 gennaio 1953 ha ceduto alla stessa prefettura apostolica la parte della provincia di Jaén che era rimasta sotto la sua giurisdizione.
Il 17 dicembre 1956 ha ceduto ancora una porzione del suo territorio a vantaggio dell'erezione della diocesi di Chiclayo.

## Cronotassi dei vescovi
Si omettono i periodi di sede vacante non superiori ai 2 anni o non storicamente accertati.
- Francisco de Paula Grozo † (21 marzo 1910 - 13 marzo 1928 deceduto)
- Antonio Rafael Villanueva, O.F.M. † (5 novembre 1928 - 2 agosto 1933 deceduto)
- Juan José Guillén y Salazar, C.M. † (21 dicembre 1933 - 16 settembre 1937 deceduto)
  - Sede vacante (1937-1940)
- Teodosio Moreno Quintana † (15 dicembre 1940 - 27 giugno 1947 nominato vescovo di Huánuco)
- Pablo Ramírez Taboado, SS.CC. † (5 settembre 1947 - 28 gennaio 1960 nominato vescovo di Huacho)
- Nemesio Rivera Meza † (28 gennaio 1960 - 8 luglio 1961 dimesso[2])
- José Antonio Dammert Bellido † (19 marzo 1962 - 1º dicembre 1992 ritirato)
  - Sede vacante (1992-1995)
- Ángel Francisco Simón Piorno (18 marzo 1995 - 4 febbraio 2004 nominato vescovo di Chimbote)
- José Carmelo Martínez Lázaro, O.A.R. (12 ottobre 2004 - 23 ottobre 2021 dimesso)
- Isaac Circuncisión Martínez Chuquizana, M.S.A., dal 23 ottobre 2021

## Statistiche
La diocesi nel 2023 su una popolazione di 1.786.000 persone contava 1.602.000 battezzati, corrispondenti all'89,7% del totale.
| anno | popolazione | popolazione | popolazione | presbiteri | presbiteri | presbiteri | presbiteri                | diaconi | religiosi | religiosi | parrocchie |
| anno | battezzati  | totale      | %           | numero     | secolari   | regolari   | battezzati per presbitero | diaconi | uomini    | donne     | parrocchie |
| ---- | ----------- | ----------- | ----------- | ---------- | ---------- | ---------- | ------------------------- | ------- | --------- | --------- | ---------- |
| 1950 | 585.356     | 597.644     | 97,9        | 45         | 28         | 17         | 13.007                    |         | 20        | 48        | 35         |
| 1959 | 414.359     | 417.859     | 99,2        | 37         | 30         | 7          | 11.198                    |         | 21        | 56        | 23         |
| 1966 | ?           | 419.837     | ?           | 39         | 30         | 9          | ?                         |         | 19        | 81        | 24         |
| 1970 | 377.853     | 419.837     | 90,0        | 32         | 26         | 6          | 11.807                    |         | 23        | 72        | 24         |
| 1976 | 462.528     | 481.727     | 96,0        | 28         | 22         | 6          | 16.518                    |         | 14        | 55        | 24         |
| 1980 | 490.000     | 545.000     | 89,9        | 28         | 25         | 3          | 17.500                    |         | 11        | 61        | 24         |
| 1990 | 550.000     | 610.000     | 90,2        | 38         | 33         | 5          | 14.473                    | 1       | 12        | 87        | 27         |
| 1999 | 711.600     | 730.000     | 97,5        | 53         | 46         | 7          | 13.426                    |         | 12        | 114       | 33         |
| 2000 | 733.292     | 750.492     | 97,7        | 54         | 45         | 9          | 13.579                    |         | 16        | 167       | 36         |
| 2001 | 756.678     | 791.798     | 95,6        | 56         | 47         | 9          | 13.512                    |         | 16        | 132       | 37         |
| 2002 | 759.343     | 797.425     | 95,2        | 51         | 42         | 9          | 14.889                    | 1       | 16        | 142       | 37         |
| 2003 | 761.421     | 805.225     | 94,6        | 57         | 50         | 7          | 13.358                    | 1       | 12        | 156       | 37         |
| 2004 | 780.330     | 815.435     | 95,7        | 56         | 50         | 6          | 13.934                    | 1       | 11        | 162       | 37         |
| 2006 | 804.000     | 844.000     | 95,3        | 65         | 56         | 9          | 12.369                    |         | 15        | 168       | 38         |
| 2013 | 1.238.361   | 1.340.565   | 92,4        | 81         | 72         | 9          | 15.288                    |         | 15        | 132       | 38         |
| 2016 | 1.430.347   | 1.488.951   | 96,1        | 81         | 74         | 7          | 17.658                    |         | 14        | 135       | 40         |
| 2019 | 1.517.945   | 1.671.368   | 90,8        | 70         | 62         | 8          | 21.684                    |         | 16        | 142       | 42         |
| 2021 | 1.568.420   | 1.748.760   | 89,7        | 76         | 65         | 11         | 20.637                    |         | 22        | 145       | 41         |
| 2023 | 1.602.000   | 1.786.000   | 89,7        | 66         | 55         | 11         | 24.272                    |         | 12        | 151       | 42         |